# 松波駅
松波駅（まつなみえき）は、石川県鳳珠郡能登町松波にあったのと鉄道能登線の駅である。

## 概要
かつての急行停車駅であるが、2005年（平成17年）、能登線の廃止により廃駅となった。
なお、隣の恋路駅はその駅名が縁起がいいとされ、入場券や乗車券のニーズがある。しかし営業当時から無人駅であったので、入場券などの販売は当駅で代わりに行っている。

## 歴史
- 1963年（昭和38年）10月1日：日本国有鉄道（国鉄）能登線の駅として開業[1]。開業当初は終着駅であった。
- 1964年（昭和39年）9月21日：蛸島駅まで延伸。中間駅となる。
- 1984年（昭和59年）2月1日：荷物扱い廃止[1]。
- 1987年（昭和62年）4月1日：国鉄分割民営化により西日本旅客鉄道に承継される[1]。
- 1988年（昭和63年）3月25日：のと鉄道への転換により同社能登線の駅となる[1]。
- 2005年（平成17年）4月1日：能登線廃止に伴い廃駅。

## 駅構造
島式ホーム1面2線を持つ地上駅で、珠洲方面に側線1本を有していた。直営駅であり、コンクリート平屋建ての駅舎がある。

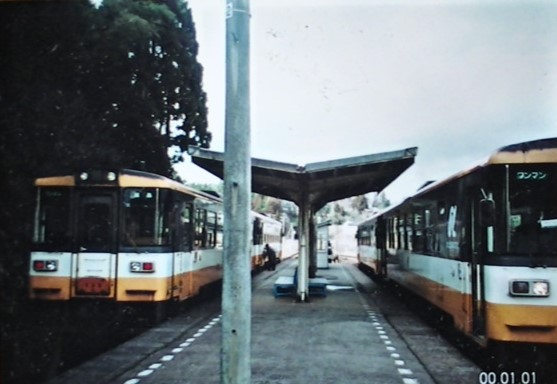
営業当時のホーム 右が2番のりば･上り　左が1番のりば･下り（2005年3月）
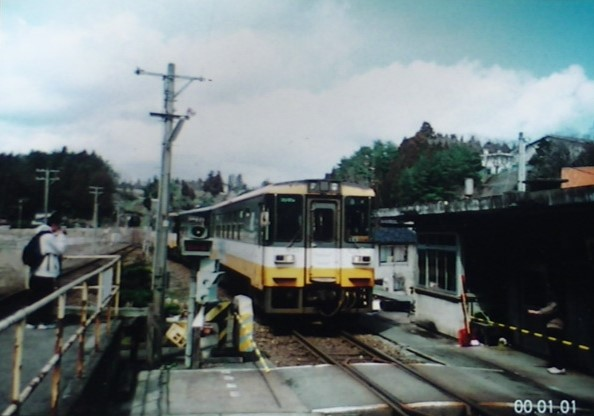
当駅に進入する上り列車 （2005年3月）
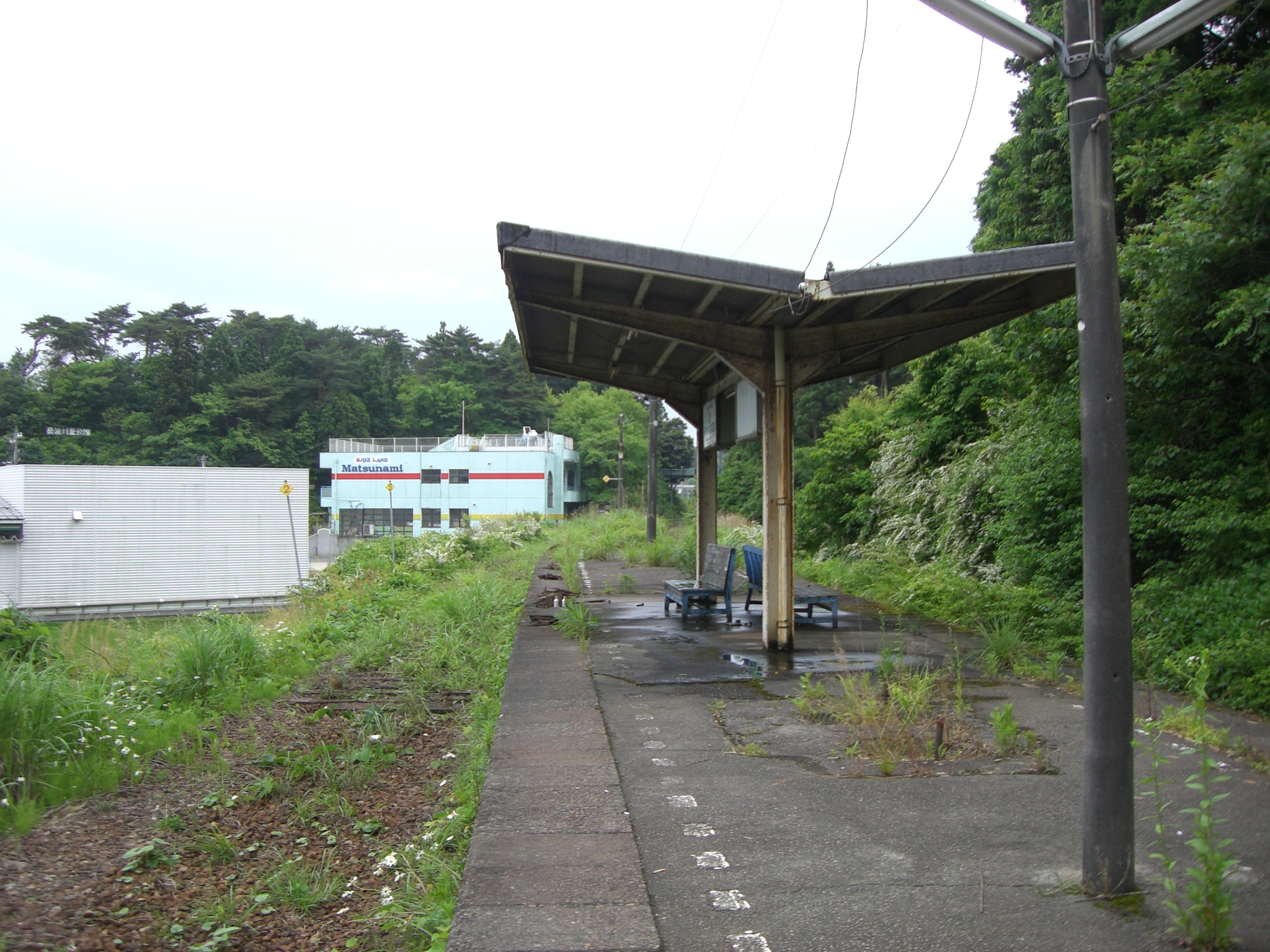
廃止後のホーム　左が1番のりば･上り　右が2番のりば･下り（2007年6月）

## 駅周辺

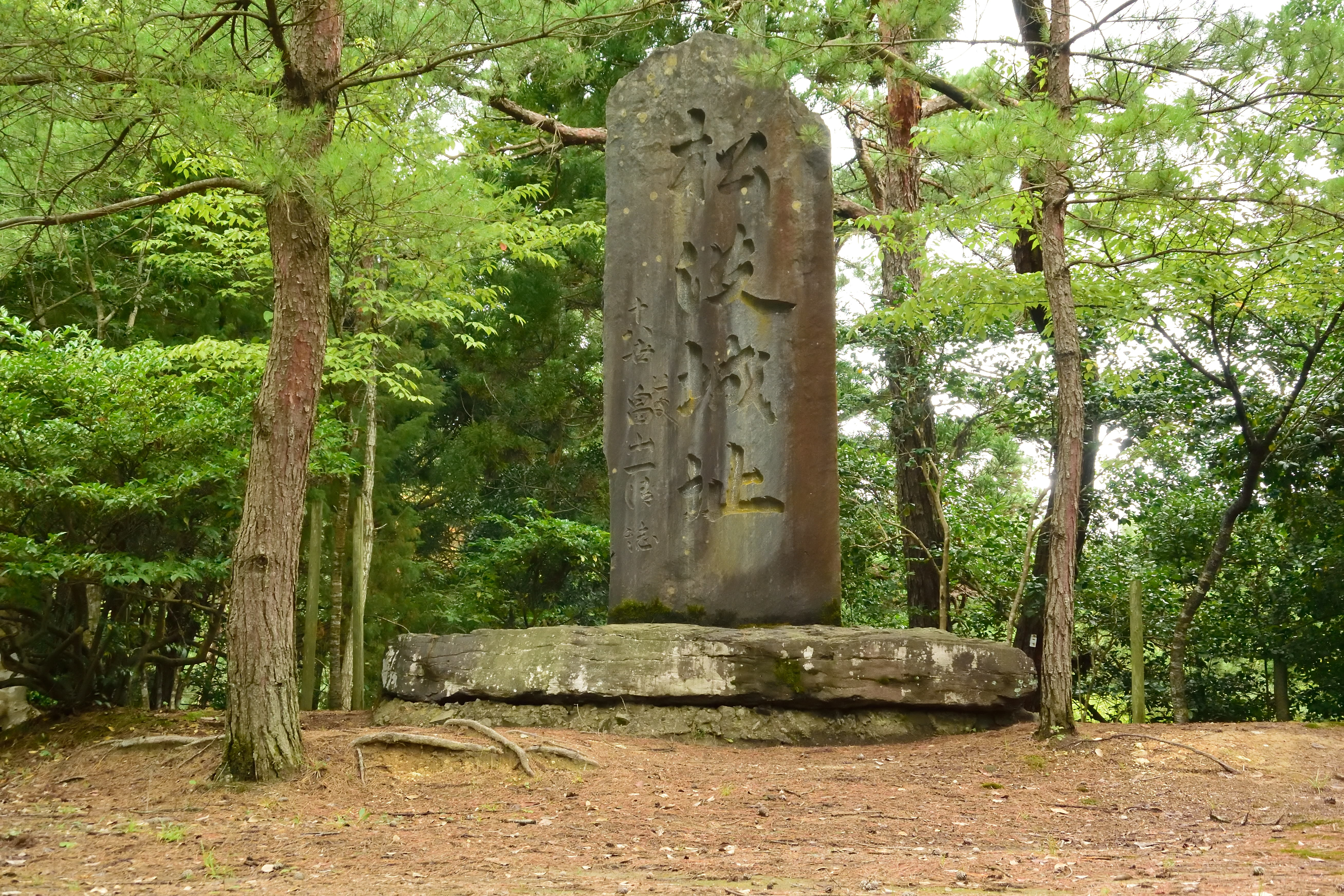
松波城址（2015年8月）

旧内浦町の中心地である。
- 国道249号
- 松波郵便局
- 松波城跡 - 駅裏の丘。
- 能登町立松波小学校
- 能登町立松波中学校
- 松岡寺
- 松波神社
- 能登町役場内浦庁舎
- 松波川
- 恋路温泉

## バス路線
西日本JRバスの路線バス（奥能登本線）が同駅前に「松波駅前」バス停を設け、運行していた。2002年3月31日をもって同社が撤退したのち、北陸鉄道グループの子会社の奥能登観光開発（現在の北鉄奥能登バス）が奥能登本線の運行を引き継いだ。駅前のバス停はのと鉄道能登線の廃止の2005年4月以降は「松波城址公園口」と改称した。
上記とは別に、当駅と珠洲道路の駒渡ポケットパーク内の馬渡口（まわたりぐち）バス停に至る旧内浦町営バス（現・能登町営バス）も運行されている。

## 隣の駅
のと鉄道
能登線
九里川尻駅 - 松波駅 - 恋路駅